# Bombardier

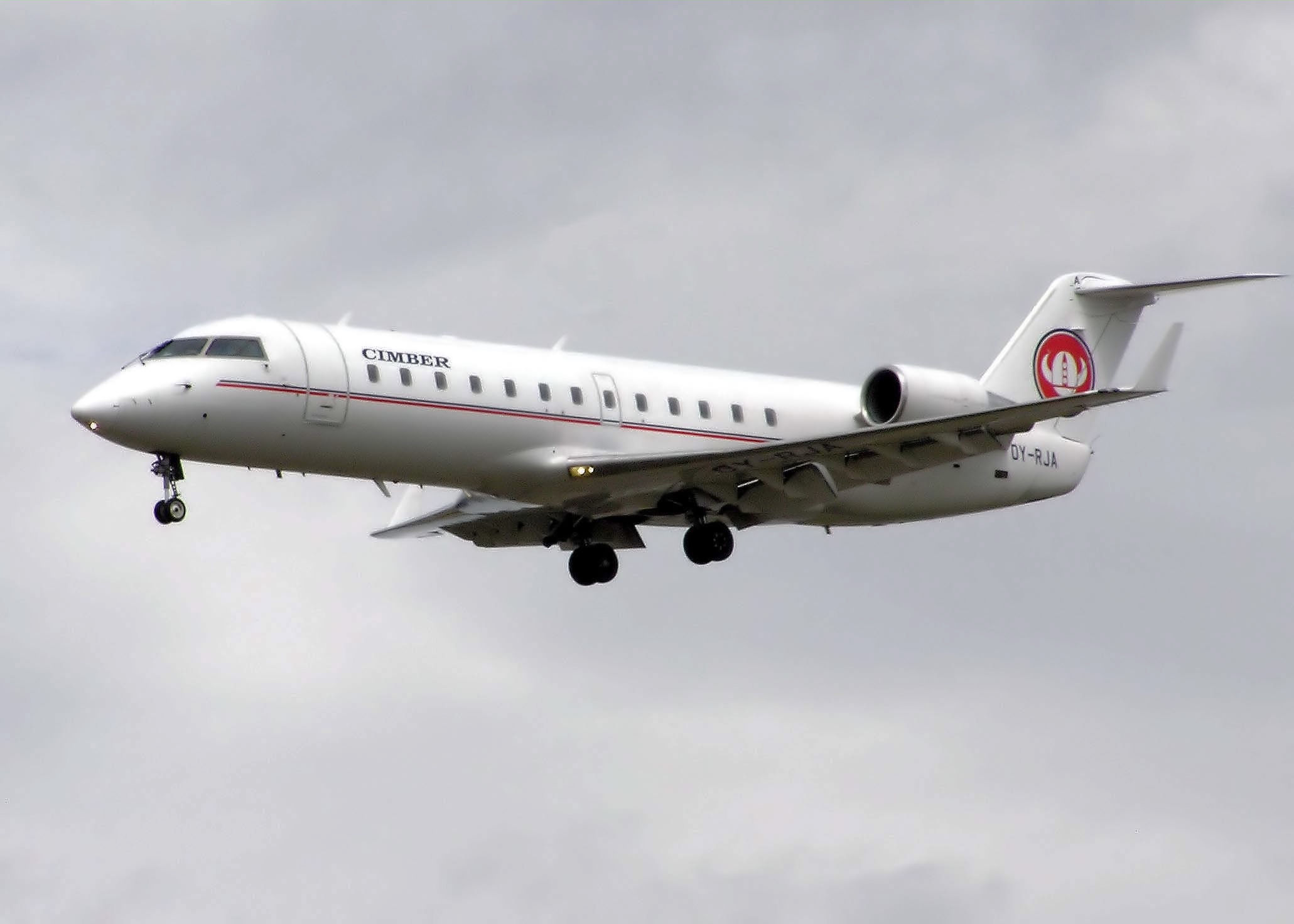
Bombardier CRJ 200

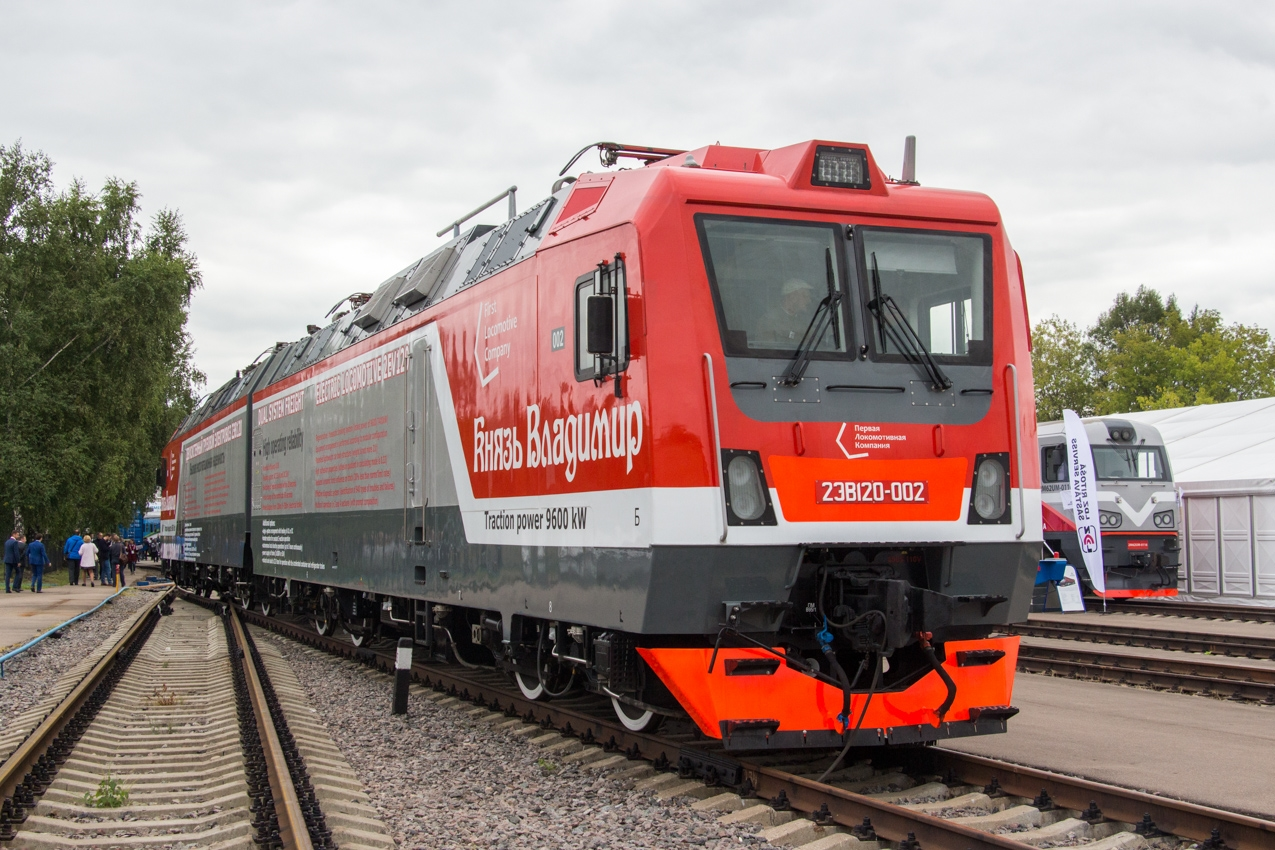
2ЭВ120-002

Bombardier Inc. (произносится как Бомбардье́) — канадская машиностроительная компания. Штаб-квартира — в Монреале, провинция Квебек.

## История
Компания была основана в городе Валкуре (Valcourt, провинция Квебек) в 1942 году под названием L’Auto-Neige Bombardier Limitée Жозеф-Арманом Бомбардье и первоначально специализировалась на выпуске снегоходов. Авиастроением компания занялась с середины 1980-х годов.
В 2003 году компания продала 65 % акций своего подразделения Bombardier Recreational Products, которое занимается производством снегоходов, вездеходов, гидроциклов, моторных лодок и прочей техники для активного отдыха, сконцентрировавшись на железнодорожном машиностроении и авиастроении. На 2012 год 50 % BRP принадлежало инвестиционному фонду Bain Capital, 15 % — у Caisse de Dépôt & Placements du Québec, а оставшиеся 35 % акций Bombardier Recreational Products принадлежат семье Бомбардье.
В 2010-е годы Bombardier оказалась на грани банкротства, распродает свои активы и выходит из многих секторов, оставив за собой только бизнес-авиацию.
В 2018 году Airbus договорился с Bombardier о покупке контрольной доли предприятия, выпускавшего самолёты CSeries, которые теперь называются A220. По условиям сделки Airbus приобрёл 50,01 % акций CSeries Aircraft Limited Partnership (CSALP), 31 % предприятия осталось у Bombardier и 19 % — у канадской провинции Квебек. 5 августа 2019 Airbus объявила о начале сборки самолётов A220 на производственной площадке в американском городе Мобил (штат Алабама).

## Собственники и руководство
Компания контролируется семьёй Бомбардье. Президент — Пьер Бодуэн.

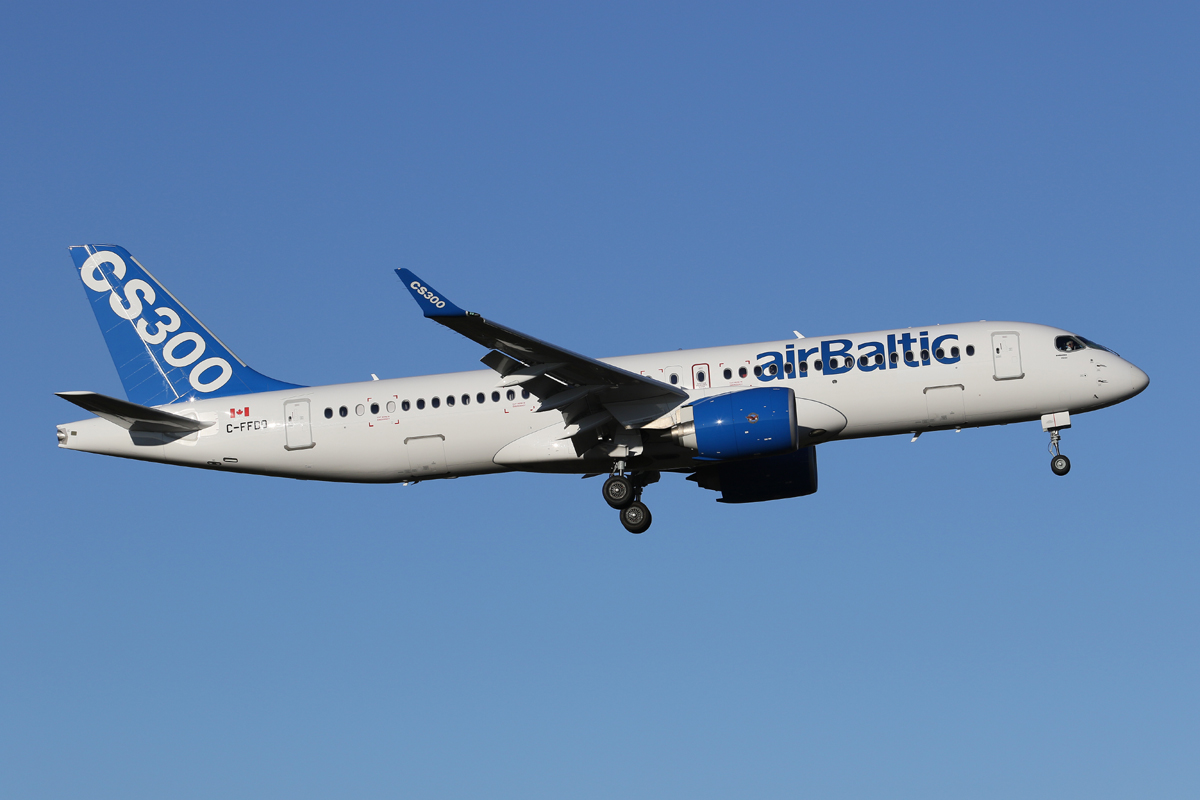

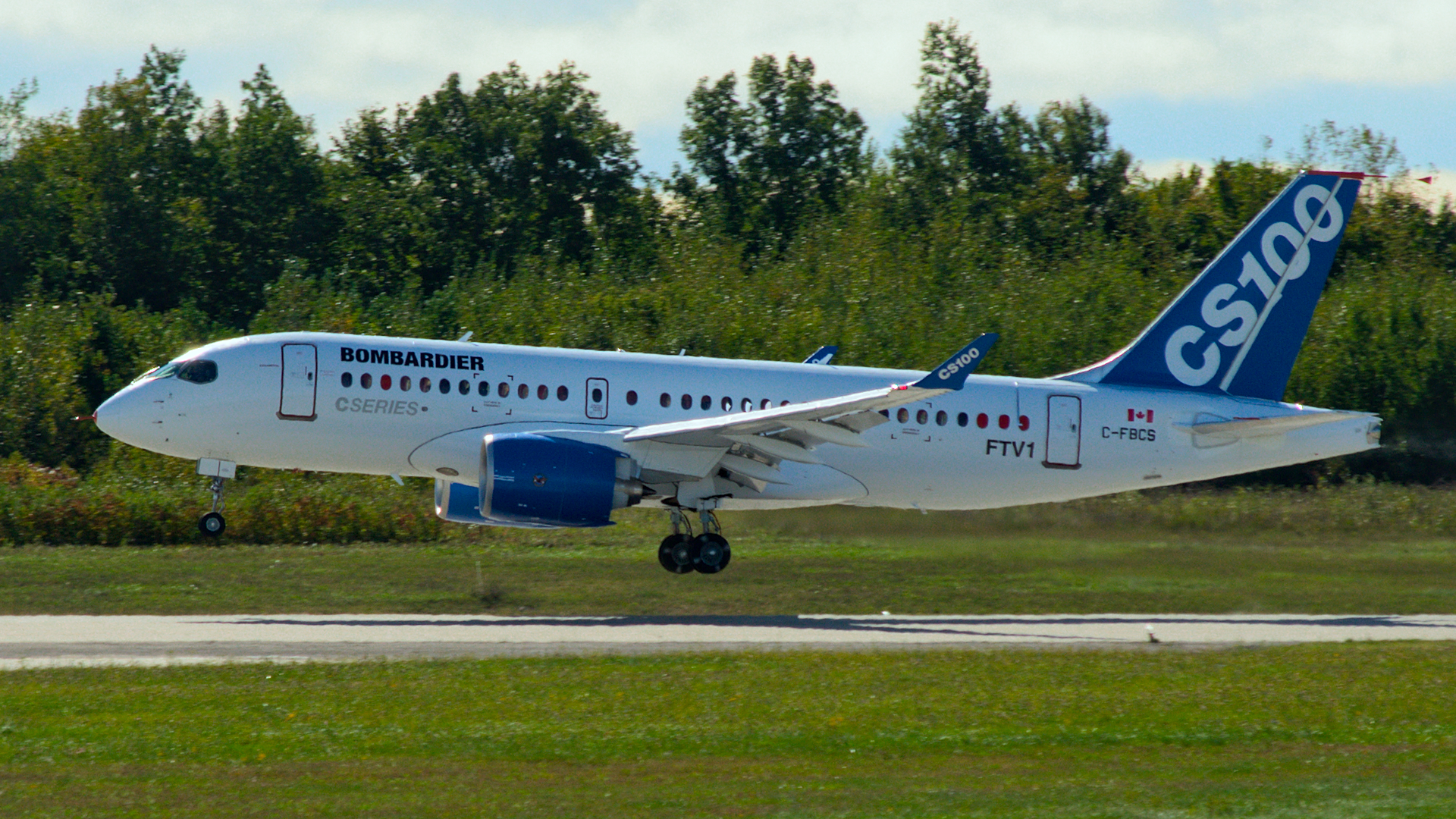

## Деятельность

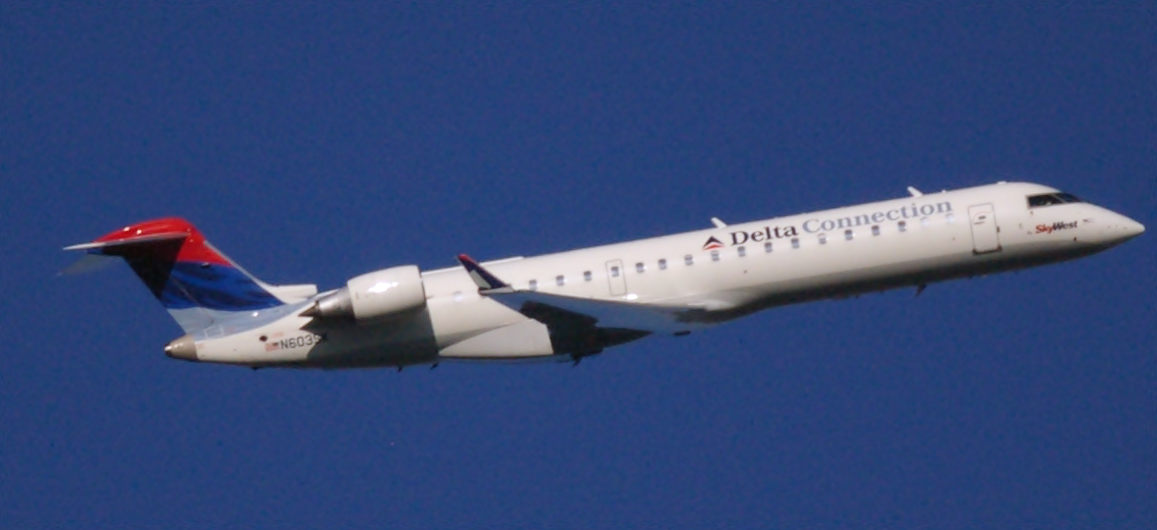
Bombardier CRJ — самолёт, выпускаемый компанией

Компания производит трамваи. Ранее — также самолёты и железнодорожную технику.
Основные подразделения компании — крупнейший в мире производитель железнодорожной техники Bombardier Transportation и Bombardier Aerospace — четвёртый в мире производитель гражданских самолётов после Boeing, Airbus и Embraer.
В 2008 году в Bombardier работало 59,8 тысячи человек.
Выручка компании в 2008/2009 финансовом году — 19,7 млрд $ (рост на 12,6 %, в 2007 — 17,5 млрд $), чистая прибыль — 1 млрд $ (рост в 3,2 раза, в 2007—317 млн $).
Выручка в 2005/2006 финансовом году — 14,73 миллиарда $, чистая прибыль — 249 миллионов долларов. За данный период компания продала 337 самолётов, в том числе 149 — предназначенных для региональных перевозок (Q300, Q200 и Q400).
В 2020 году Bombardier Transportation была продана концерну Alstom, Bombardier Aerospace (после переименования Bombardier Aviation) продала свою долю в проекте CSeries концерну Airbus, а некоторые другие направления иным покупателям, сохранив за собой выпуск бизнес-джетов.

## Деятельность в России
В РФ у канадской компании имеется совместное с ОАО «РЖД» предприятие ООО «Бомбардье Транспортейшн (Сигнал)» по выпуску систем железнодорожной сигнализации. Всего за девятнадцать лет своего существования ООО «Бомбардье Транспортейшн (Сигнал)» успешно оборудовало современными микропроцессорными системами железнодорожной автоматики (СЦБ) более трёхсот пятидесяти объектов железнодорожной инфраструктуры на территории Российской Федерации, стран СНГ, Балтии, Восточной Европы и Монголии (более восьми тысяч стрелочных переводов и одной тысячи ста километров автоблокировки). Также у компании был опцион на покупку блокирующего пакета акций российской машиностроительной компании «Трансмашхолдинг», однако в связи с экономическим кризисом в 2008 году Bombardier отказалась от этой покупки.
Четвёртого июня 2013 года был заложен первый камень завода по выпуску локомотивов в городе Энгельсе, который должен начать выпуск продукции во втором полугодии 2015 года. Финансирует строительство Внешэкономбанк. Согласно планам Bombardier Transportation, там будут выпускаться двухсистемные грузовые электровозы, проектная мощность — сто пятьдесят двухсекционных электровозов в год. 19 августа 2015 года на заводе прошла торжественная церемония открытия. На заводе выпускались двухсистемные грузовые электровозы 2ЭВ120, однако в 2020 году предприятие признано банкротом.

## Bombardier Recreational Products
Основатель фирмы Жан Люк Бомбардье является изобретателем гидроцикла, квадроцикла и снегохода. По-прежнему значительную часть рынка подобной техники занимает «Bombardier».